# Loi modifiant principalement la loi sur l’instruction publique et édictant la loi sur l’Institut national d’excellence en éducation
Lire en ligne

Projet de loi n°23 : Loi modifiant principalement la Loi sur l’instruction publique et édictant la Loi sur l’Institut national d’excellence en éducation (Assemblée nationale du Québec)

La Loi modifiant principalement la Loi sur l’instruction publique et édictant la Loi sur l’Institut national d’excellence en éducation (également désignée réforme Drainville dans les médias) est une loi québécoise réformant le système éducatif au Québec. 
La loi est issue du projet de loi n°23 déposé à l'Assemblée nationale du Québec par le ministre de l’Éducation Bernard Drainville le 4 mai 2023. Cette réforme fait suite au projet de loi 40 déposé par Jean-François Roberge, prédécesseur de Bernard Drainville, qui avait remplacé les commissions scolaires francophones par les centres de services scolaires en 2020.
Le projet de loi est adopté le 7 décembre 2023 par 76 voix contre 29 et reçoit la sanction royale le jour même.

## Gouvernance des centres scolaires
La loi vise à réformer la gouvernance scolaire au Québec et à renforcer les pouvoirs du ministre sur les décisions prises par les centre de services scolaire. 
Le ministre es chargé de nommer les directeurs généraux des centres de services pour des mandats de 5 ans, renouvelables,.

## Institut national d'excellence en éducation
La loi institue un Institut national d'excellence en éducation (INÉ) qui serait responsable de promouvoir l'excellence des services en éducation et diffuser les meilleurs pratiques en ce domaine.
Les attributions du Conseil supérieur de l'éducation seraient restreintes à l'enseignement supérieur,.

## Réactions politiques
La réforme est reçue avec scepticisme par les oppositions et les syndicats à sa présentation à l'Assemblée nationale. Pascal Bérubé du Parti québécois pointe que la réforme « ne répond pas aux attentes des enseignants, des professionnels et des parents. » et détourne l'acronyme de la Coalition avenir Québec en « Centralisation Avenir Québec » faisant référence à la centralisation apportée par le projet selon lui. Similairement, Ruba Ghazal de Québec solidaire pointe que le projet de loi « éloigne encore plus les décisions du terrain et des élèves » et n'apporte pas de solution pour réduire la pénurie de main d'œuvre dans le réseau de l'éducation.
La CSN, la CSQ et la Fédération autonome de l'enseignement accueillent froidement le projet de loi comme n'apportant pas de solution aux problèmes connus dans le système éducatif, notamment la pénurie de main d'œuvre.